# SV Nikar Heidelberg
Der SV Nikar Heidelberg ist ein Verein für Schwimmsport, Triathlon und Wasserball aus Heidelberg. Im Jahr 2012 hatte der Verein insgesamt 1200 Mitglieder. Die weitaus meisten Mitglieder sind in der Schwimmabteilung aktiv, daneben gibt es rund 150 Triathleten und etwa 100 Sportler im Bereich Wasserball. Ein Drittel der Mitglieder ist unter 18 Jahre alt. Beim zurückliegenden Deutschen Mannschaftswettbewerb Schwimmen (DMS) belegte die Damenmannschaft des SV Nikar in der 1. Bundesliga den dritten Platz. Die Herrenmannschaft wurde Erster in der 2. Bundesliga Süd (Stand: 2017). Die Wasserballmannschaft der Frauen spielt ebenfalls in der Bundesliga und wurde 2018 Deutscher Meister.

## Bekannte Schwimmer
Zu den erfolgreichsten Schwimmerinnen und Schwimmern der jüngsten Vergangenheit zählen bei den Damen unter anderem EM- und Universiade-Teilnehmerin Franziska Jansen, die Zweite bei den deutschen Meisterschaften über 400 Meter Lagen, Tina Rüger, sowie die zweifache deutsche Juniorenmeisterin Nina Kost. Seit September 2013 startet die Schweizerin Martina van Berkel für den SV Nikar Heidelberg. Die 25-Jährige hält unter anderem den Landesrekord über 200 Meter Schmetterling und nahm 2012 für die Schweiz an den Olympischen Spielen teil. Maya Werner gewann 12 Mal Gold bei der Deutschen Jahrgangsmeisterschaft. 2024 gewann sie den Titel über 200 Meter Rücken bei der DM und qualifizierte sich auf 200 Rücken und 400 Freistil für die EM. Bei der EM erreichte sie mit der Staffel Silber und zwei Mal Bronze. Auf ihrer Hauptstrecke 400 m Freistil gelang ihr der Finaleinzug und im Finale dann der 5. Platz bei der EM.
Bei den Herren sind seit ihrem Vereinswechsel Ende Januar 2014 Philip Heintz und Clemens Rapp die beiden erfolgreichsten Schwimmer in den Reihen des SV Nikar Heidelberg.
Heintz war Kurzbahneuropameister über 200 Meter Lagen und deutscher Meister über 200 Meter Schmetterling. Sein Trainingspartner Rapp war Europameister und war Olympiavierter mit der Staffel über 4 × 200 Meter Freistil und wurde im Jahr 2013 Deutscher Meister über 200 Meter und 400 Meter Freistil. Darüber hinaus sorgen Mastersschwimmer Lars Kalenka und Florian Abele regelmäßig für positive Schlagzeilen. Ihre aktive Karriere beendet hat Petra Dallmann, die bei den Weltmeisterschaften 2009 in Rom mit der 4-mal-100-Meter-Freistilstaffel die Silbermedaille holte.
In der Triathlonabteilung trainieren erfolgreiche Sportler wie Frank Horlacher, der amtierende deutsche Meister in seiner Altersgruppe über die Mitteldistanz, und Maximilian Saßerath, der deutsche Meister im Crossduathlon 2016.

## Vereinsleben
Insgesamt existieren neun verschiedene Trainingsgruppen, angefangen von der Gruppe „Kaulquappen“ für Kinder ab fünf Jahre über verschiedene Freizeit- und Talentgruppen bis zur Wettkampfgruppe und dem Top-Team von Cheftrainerin Heike Hahn. Sofern die Qualifikationskriterien erfüllt sind, haben die talentiertesten Vereinsschwimmer die Möglichkeit, in unterschiedliche Trainingsgruppen des Olympiastützpunktes Rhein-Neckar bei Bundesstützpunkttrainer Dr. Michael Spikermann zu wechseln. Das Schwimmbad des Olympiastützpunktes mit einem 50-Meter-Wettkampfbecken wird sowohl vom Stützpunkt als auch vom Verein gemeinsam genutzt. Der SV Nikar organisiert jeweils im Frühjahr ein Internationales Schwimmfest am Olympiastützpunkt und ist Mitorganisator des über die Region hinaus bekannten Triathlons „Heidelbergman“, der aufgrund der zu überwindenden Höhenmeter bei der Rad- und Laufstrecke als anspruchsvoll gilt.